# Gilles Kohler
Pour les articles homonymes, voir Kohler.
Gilles Kohler est un acteur français, né le 18 novembre 1948 à Vernon (Eure).

## Biographie
En 1974, Gilles Kohler est « l'ange Jean » dans La Merveilleuse Visite de Marcel Carné, puis, en 1976, le partenaire de Claude Jade dans Le Choix. David Hamilton engage l'acteur pour Bilitis (1977) et il joue dans d'autres films érotiques de Just Jaeckin (Le Dernier Amant romantique). Bernard Toublanc-Michel l'engage pour Le Mutant. Expatrié aux États-Unis dans les années 1980, Gilles Kohler fait des apparitions dans des séries télévisées  (Hôpital central, La Force du destin) ainsi qu'une figuration dans des films (L'Arme fatale avec Mel Gibson).

## Filmographie partielle

### Cinéma
- 1974 : La Merveilleuse Visite de Marcel Carné : Jean, l'ange
- 1976 : Le Choix de Jacques Faber : Jean-Pierre Arnaud
- 1977 : Bilitis de David Hamilton : Pierre
- 1977 : L'Animal de Claude Zidi : le chauffeur de Bruno
- 1977 : Le mille-pattes fait des claquettes de Jean Girault
- 1978 : Le Dernier Amant romantique de Just Jaeckin : « Le scorpion »
- 1987 : L'Arme fatale de Richard Donner : le mercenaire

### Télévision
- 1978 : Le Mutant (mini-série) : Briand
- 1979 : Les Dames de la côte : Pierre
- 1983 : Pour l'amour du risque (série télévisée, épisode Hostage Harts) : Pierre Dupont
- 1983-1984 : Dallas (série télévisée, épisodes Hell Hath No Fury (1983) et Odd Man Out (1984))
- 1985 : La Force du destin (série télévisée) : Gilles St. Claire